# ديوكسولان
ديوكسولان هو مركب عضوي حلقي غير متجانس مشبع له الصيغة الكيميائية C3H6O2.
يتألف المركب بنيوياً من حلقة خماسية حاوية على ذرتي أكسجين؛ ويطلق على مشتقاته اسم ديوكسولانات. يوجد هناك متصاوغان من المركب، وهما 2,1-ديوكسولان، حيث تكون ذرتا الأكسجين متجاورتين، والآخر هو 3,1-ديوكسولان، وهو الأشهر.

## التحضير
يمكن أن يحضر 3,1-ديوكسولان من تفاعل إيثيلين غليكول مع الفورمالدهيد:
وعلى نفس الأسلوب يمكن تحضير المشتقات من تفاعل تشكيل أسيتال من الألدهيدات من تفاعلها من إيثيلين غليكول:

## الخواص
يوجد مركب 3,1-ديوكسولان في الشروط القياسية على شكل سائل عديم اللون، سهل التطاير، وقابل للامتزاج مع الماء.

## الاستخدامات
تدخل حلقة الديوكسولان في تركيب بعض المنتجات الطبيعية مثل نيوسبورول Neosporol.
كما يستخدم المركب كمذيب وكمساهم في تحضير بوليمر بولي أوكسي ميثيلين Polyoxymethylene.

## اقرأ أيضاً
- فوران
- رباعي هيدرو الفوران
- 4،1-ديوكسان
- تريوكسان
- أكسازوليدين
- فورازان